# Ebergötzen
Ebergötzen é um município da Alemanha localizado no distrito de Göttingen, estado da Baixa Saxônia.
É membro e sede do Samtgemeinde de Radolfshausen.